# Rio Caciano
O rio Caciano é um é um curso de água do estado de Santa Catarina, no Brasil. Desagua no rio do Peixe.

## A cascata
Perto de sua foz, o rio tem uma cascata, entre os municípios de Joaçaba e Lacerdópolis.